# 彼得·T·金
彼得·T·金（英語：Peter T. King；1944年4月5日—）是美国的一位政治人物。自2013年開始，他是紐約州第2選舉區選出的美國眾議院議員。他的黨籍是共和黨。金出生在曼哈頓，成長在皇后區。他在1977年開始踏入政壇。